# Хуссам Фавзі
Хуссам Фавзі (араб. حسام فوزي, нар. 3 вересня 1974) — іракський футболіст, що грав на позиції нападника, зокрема за клуб «Аль-Завраа» та національну збірну Іраку.

## Клубна кар'єра
У дорослому футболі дебютував 1995 року виступами за команду «Аль-Завраа», в якій провів чотири сезони. 
Протягом 1999—2001 років захищав кольори «Дубая», після чого повернувся до «Аль-Завраа» і відіграв за цю багдадську команду ще чотири сезони своєї ігрової кар'єри.
Завершував ігрову кар'єру в іранській команді «Пегах Гілян», за яку виступав протягом 2005—2006 років.

## Виступи за збірну
1996 року дебютував в офіційних матчах у складі національної збірної Іраку.
У складі збірної був учасником кубка Азії з футболу 1996 року в ОАЕ та кубка Азії з футболу 2000 року в Лівані.
Загалом протягом кар'єри в національній команді, яка тривала 9 років, провів у її формі 38 матчів, забивши 17 голів.
| Дата       | Місто   | Господарі  | Результат | Гості             | Турнір                       | Голи | Примітки |
| ---------- | ------- | ---------- | --------- | ----------------- | ---------------------------- | ---- | -------- |
| 11-8-1996  | Амман   | Пакистан   | 0 – 3     | Ірак              | Відбір до Кубка Азії 1996    | 1    |          |
| 5-12-1996  | Дубай   | Іран       | 1 – 2     | Ірак              | Кубок Азії 1996              | 1    |          |
| 23-5-1997  | Лахор   | Пакистан   | 2 – 6     | Ірак              | Відбір до ЧС 1998            | 2    |          |
| 20-6-1997  | Багдад  | Ірак       | 6 – 1     | Пакистан          | Відбір до ЧС 1998            | 1    |          |
| 7-8-1999   | Душанбе | Киргизстан | 1 – 5     | Ірак              | Відбір до Кубка Азії 2000    | 1    |          |
| 19-8-1999  | Амман   | Бахрейн    | 0 – 2     | Ірак              | Панарабські ігри 1999        | 1    |          |
| 23-8-1999  | Амман   | Оман       | 0 – 3     | Ірак              | Панарабські ігри 1999        | 2    |          |
| 29-8-1999  | Амман   | Ірак       | 3 – 1     | Лівія             | Панарабські ігри 1999        | 1    |          |
| 31-8-1999  | Амман   | Йорданія   | 4 – 4     | Ірак              | Панарабські ігри 1999        | 2    |          |
| 23-5-2000  | Амман   | Ірак       | 2 – 1     | Ліван             | Чемпіонат Західної Азії 2000 | 1    |          |
| 13-8-2003  | Тегеран | Іран       | 0 – 1     | Ірак              | Кубок LG                     | 1    |          |
| 20-10-2003 | Манама  | Ірак       | 5 – 1     | Малайзія          | Відбір до Кубка Азії 2004    | 1    |          |
| 9-6-2004   | Амман   | Ірак       | 6 – 1     | Китайський Тайбей | Відбір до ЧС 2006            | 1    |          |
| Усього     |         | Матчів     | 38        |                   | Голів                        | 17   |          |